# Piast Gliwice

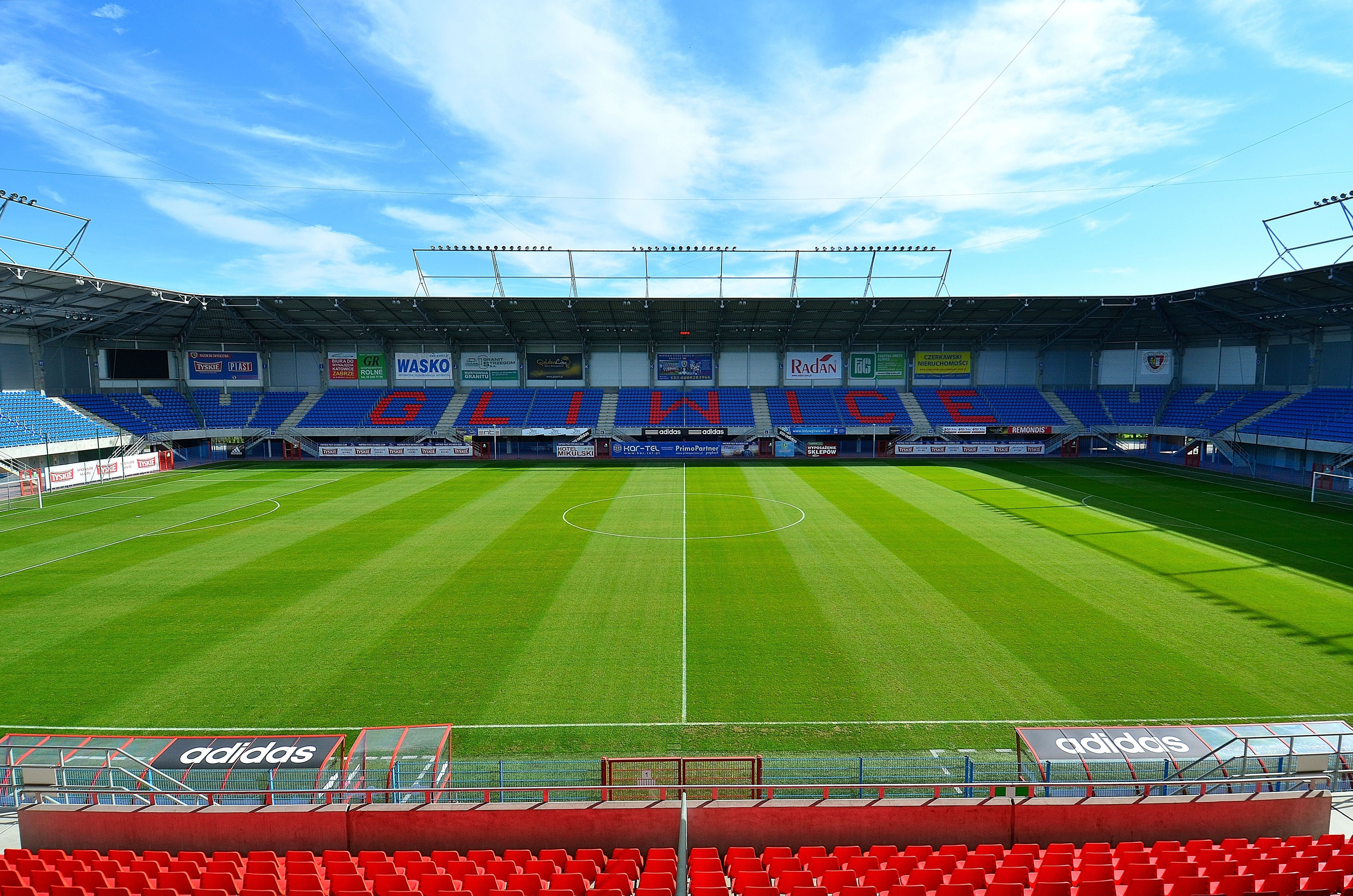
Stadion GKS Piast

Piast Gliwice is een op 18 juni 1945 opgerichte voetbalclub uit Gliwice, Polen. De club is na Zawisza Bydgoszcz, de club met het meeste aantal seizoenen in de tweede klasse. 

## Geschiedenis
Voor de Tweede Wereldoorlog was Gliwice een Duitse stad, onder de naam Gleiwitz. Vorwärts Rasensport Gleiwitz en VfB Gleiwitz speelden op hoog niveau. Na de Poolse annexatie van de stad werden deze clubs ontbonden en was er nood aan een nieuwe club. Piast speelde van 1957 tot 1964 in de tweede klasse. Na een éénmalige terugkeer in 1968/69 was de club een vaste waarde van 1970 tot 1989. In 1978 en 1983 bereikte de tweedeklasser zelfs de finale van de Poolse beker. Beide finales gingen verloren tegen respectievelijk Zagłębie Sosnowiec en Lechia Gdańsk. De club eindigde tweede in 1975/76, 1976/77 en 1980/81, maar kon de promotie niet afdwingen.
Na drie seizoenen in de derde klasse degradeerde de club en trok zich hierna terug uit de competitie. Pas in 1997 ging de club terug van start op het laagste niveau. Van 1998 tot 2001 werd de club vier keer op rij kampioen en in 2002 misten ze net de titel in de derde klasse. Deze volgde een jaar later wel waardoor de club na 14 jaar terugkeerde naar de tweede klasse. In 2008 konden ze voor het eerst promotie afdwingen naar de Ekstraklasa. Na twee seizoenen moest de club een stap terugzetten en kon in 2012 opnieuw promotie afdwingen. Deze keer werd de club een vaste waarde. 
Na een vicetitel in 2016 had de club twee middelmatige jaren, maar in 2019 werd de club voor het eerst landskampioen.

## Erelijst
- Ekstraklasa: 2018/19
- I liga: 2011/12
- Puchar Polski: finalist 1977/78, 1982/83

## In Europa
Uitslagen vanuit gezichtspunt Piast Gliwice
| Seizoen | Competitie       | Ronde | Land                  | Club            | Totaalscore | 1e W    | 2e W       | PUC |
| ------- | ---------------- | ----- | --------------------- | --------------- | ----------- | ------- | ---------- | --- |
| 2013/14 | Europa League    | 2Q    | Vlag van Azerbeidzjan | FK Qarabağ      | 3-4         | 1-2 (U) | 2-2 nv (T) | 0.5 |
| 2016/17 | Europa League    | 2Q    | Vlag van Zweden       | IFK Göteborg    | 0-3         | 0-3 (T) | 0-0 (U)    | 0.5 |
| 2019/20 | Champions League | 1Q    | Vlag van Wit-Rusland  | FK BATE Borisov | 2-3         | 1-1 (U) | 1-2 (T)    | 1.5 |
| 2019/20 | Europa League    | 2Q    | Vlag van Letland      | Riga FC         | 4-4 u       | 3-2 (T) | 1-2 (U)    | 1.5 |
| 2020/21 | Europa League    | 1Q    | Vlag van Wit-Rusland  | Dinamo Minsk    | 2-0         | 2-0 (U) |            | 3.5 |
|         |                  | 2Q    | Vlag van Oostenrijk   | TSV Hartberg    | 3-2         | 3-2 (T) |            | 3.5 |
|         |                  | 3Q    | Vlag van Denemarken   | FC Kopenhagen   | 0-3         | 0-3 (U) |            | 3.5 |

Totaal aantal punten voor UEFA coëfficiënten:6.0

## Bekende (oud-)spelers
- Henryk Bałuszyński
- Andrzej Buncol
- Kamil Glik
- Dariusz Grzesik
- Włodzimierz Lubański
- Piotr Parzyszek
- Ryszard Staniek

- Csaba Horváth
- Collins John
- Konstantin Vassiljev

### Internationals
De navolgende Europese voetballers kwamen als speler van Piast Gliwice (of een van de voorgangers van de club) uit voor een vertegenwoordigend A-elftal. Tot op heden is Artis Lazdiņš degene met de meeste interlands achter zijn naam. Hij kwam als speler van Piast Gliwice in totaal zeven keer uit voor het Letse nationale elftal.
| Naam                 | Van        | Tot        | Totaal | Nationaal elftal |
| -------------------- | ---------- | ---------- | ------ | ---------------- |
| Kamil Glik           | 20.01.2010 | 08.06.2010 | 5      | Polen            |
| Artis Lazdiņš        | 22.03.2013 | 15.11.2013 | 7      | Letland          |
| Konstantin Vassiljev | 09.10.2014 | 12.10.2014 | 2      | Estland          |

Cracovia Kraków · 
GKS Katowice ·
Górnik Zabrze ·  
Jagiellonia Białystok · 
Korona Kielce ·
Lech Poznań · 
Lechia Gdańsk · 
Legia Warschau ·
Motor Lublin · 
Piast Gliwice · 
Pogoń Szczecin · 
Puszcza Niepołomice ·
Radomiak Radom · 
Raków Częstochowa ·
Śląsk Wrocław · 
Stal Mielec ·
Widzew Łódź ·
Zagłębie Lubin